# London General Omnibus Company

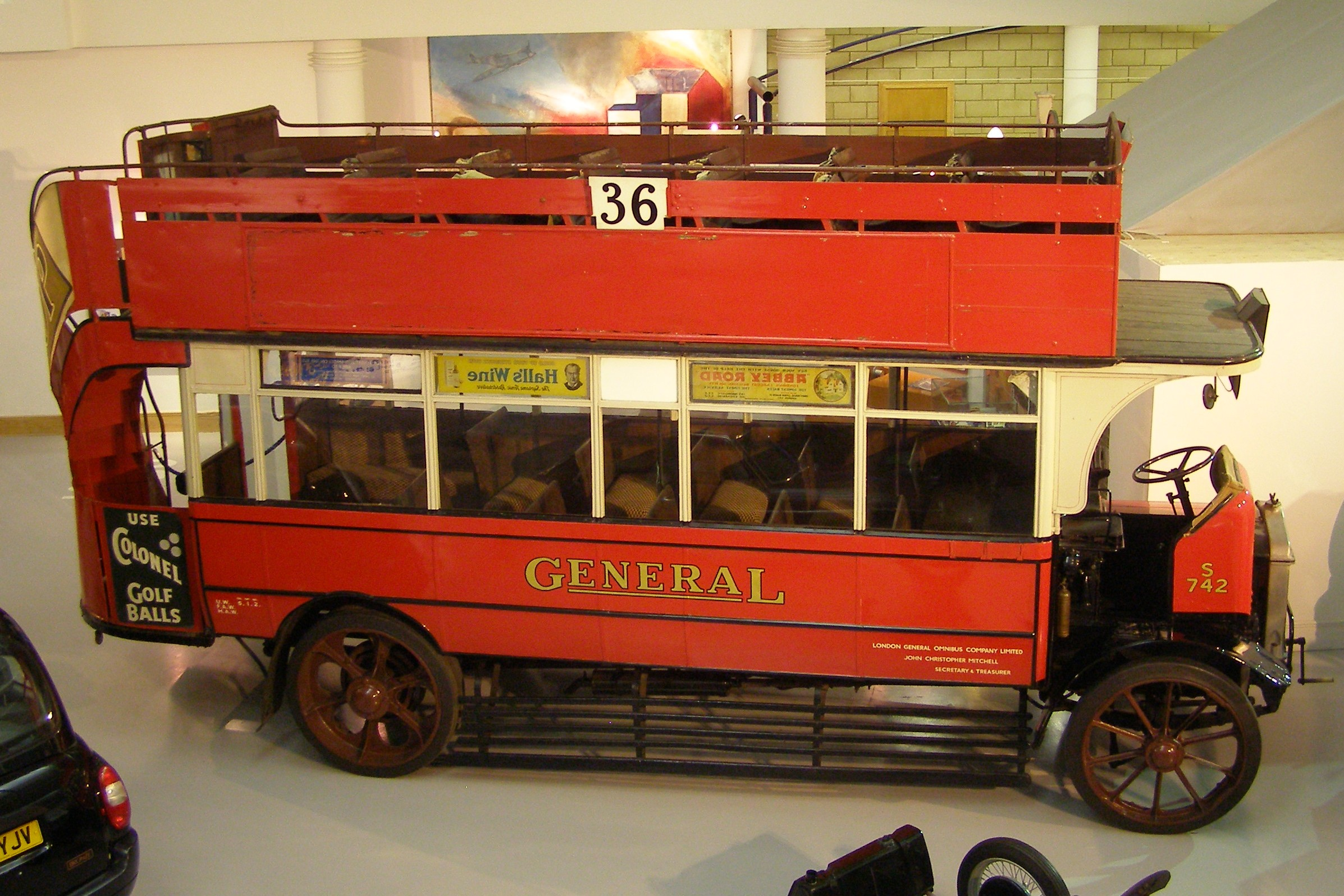
Museu "Heritage Motor Centre", Gaydon
ônibus modelo "AEC S-Type Bus (S742)" da London General Omnibus Company

A London General Omnibus Company (LGOC), foi a principal operadora de ônibus da cidade de Londres, Inglaterra,  entre 1855 e 1933. Foi também por um curto período entre 1909 e 1912, uma fabricante de ônibus para transporte urbano de passageiros.